# Portugiesisch-südafrikanische Beziehungen
Die portugiesisch-südafrikanischen Beziehungen umfassen das zwischenstaatliche Verhältnis zwischen Portugal und Südafrika. Die Länder unterhalten seit 1886 diplomatische Beziehungen.
Sie teilen alte und vielfältige, traditionell sehr gute Verbindungen in Bereichen wie Politik, Wirtschaft und Migration. Historisch waren die portugiesische Kolonialmacht und Südafrika lange Nachbarn, bis zur Unabhängigkeit Angolas und Mosambiks 1975. Heute zählen der bilaterale Handel und die große portugiesische Diaspora in Südafrika zu den bedeutendsten Verbindungsgliedern ihrer Beziehungen.

## Geschichte

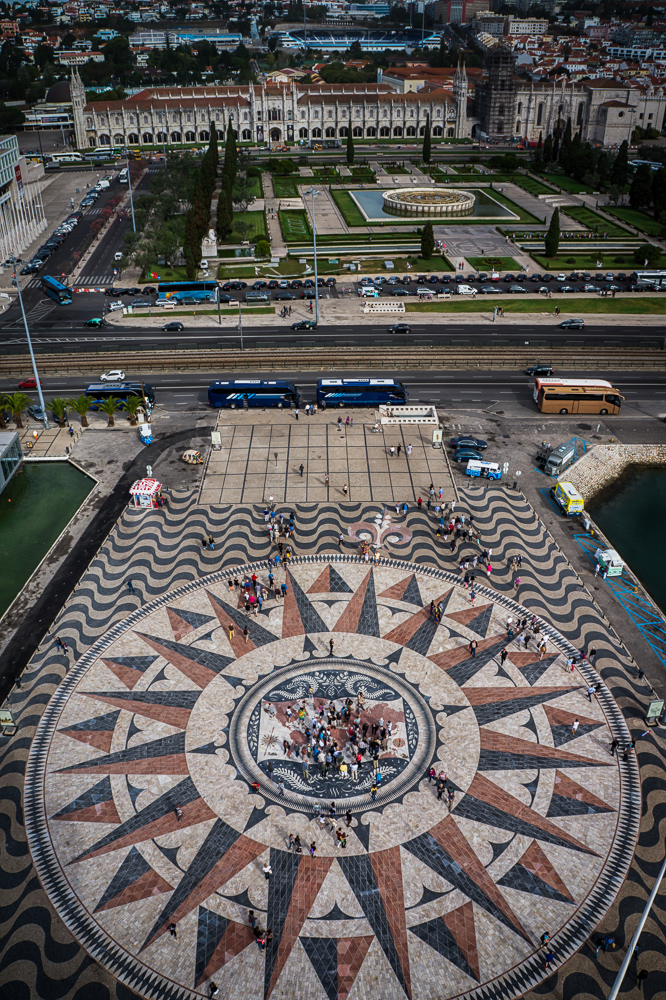
Die Windrose vor dem Padrão dos Descobrimentos, ein Geschenk der Republik Südafrika zum Gedenken an die portugiesischen Entdeckungsreisen.

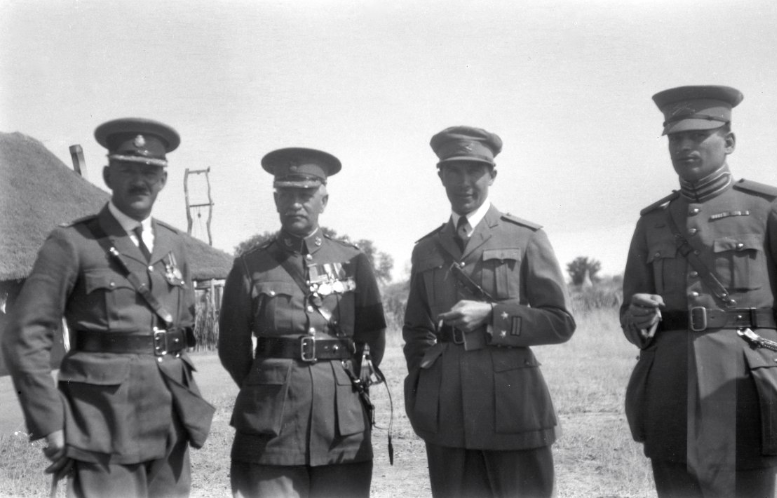
Portugiesische und südafrikanische Soldaten in Odibo (1929): militärisch, politisch und wirtschaftlich kooperierten Südafrika und Portugal im 20. Jahrhundert häufig und regelmäßig.

Der portugiesische Seefahrer Bartolomeu Dias erreichte 1488 als erster Europäer das heutige Südafrika. Vasco da Gama hielt sich hier um 1498 während seiner erfolgreichen ersten Seereise nach Indien auf und knüpfte Handelsbeziehungen zu den Einheimischen. Bis heute erinnern portugiesischsprachige geografische Bezeichnungen wie Natal oder Kap Agulhas an diese portugiesischen Ursprünge.
Die Portugiesen gründeten hier jedoch keine Niederlassungen, insbesondere seit 1510 Francisco de Almeida, erster Gouverneur und Vizekönig von Portugiesisch-Indien, 1510 in der hiesigen Saldanha Bay mit 50 Gefolgsleuten bei Zusammenstößen mit den einheimischen Khoikhoi den Tod fand. Erst der Niederländer Jan van Riebeeck gründete über 150 Jahre später die erste Ansiedlung von Europäern im heutigen Südafrika. Im 18. Jh. wurde Südafrika eine britische Kolonie. Neben der Schifffahrt und etwas Handel wurde die Lieferung von Sklaven aus Angola und später immer massiver aus Mosambik für die Goldminen Südafrikas zu einem wichtigen Element ihrer Beziehungen, auch nach dem weltweit ersten Sklavereiverbot durch Portugal ab 1761, bis in die zweite Hälfte des 19. Jahrhunderts hinein. Eine enorme Aufwertung der Beziehungen fand im Zuge der wirtschaftlichen Entwicklung in der zweiten Hälfte des 19. Jh. statt, mit der Bahnstrecke Pretoria–Maputo und dem Hafen Maputo als wichtigste neue Achse ihrer nun weiter zunehmenden Beziehung. Auch die vorübergehende tiefe Krise in den britisch-portugiesischen Beziehungen, in Folge des britischen Ultimatums 1890 an Portugal wegen dessen Plänen einer territorialen Vereinigung von Angola und Mosambik (plano-cor-de-rosa), änderten nichts an der gegenseitigen wirtschaftlichen Abhängigkeit der britischen Kolonie Südafrika und der portugiesischen Kolonie Mosambik. Gab es auch Problemfelder (etwa die Unterstützung des Königs Gungunhanas gegen die Portugiesen durch südafrikanische Siedler) und ein Ungleichgewicht im Kräfteverhältnis zwischen den kleineren portugiesischen Mosambik und Angola und dem in jeder Hinsicht stärkeren britischen Südafrika, so blieben vor allem Mosambik und Transvaal, das industrielle Kerngebiet Südafrikas, alternativlos eng verbunden.
Südafrika wurde danach in drei Schritten 1910, 1931 und schließlich 1961 unabhängig. Im September 1935 eröffnete Portugal mit seiner Legation in Pretoria eine erste vollumfängliche diplomatische Vertretung in Südafrika. Das koloniale Estado-Novo-Regime Portugals und das südafrikanische Apartheidsregime unterhielten danach weiter überwiegend kooperative, von repressivem Antikommunismus und anderen gemeinsamen Interessen geprägte Beziehungen, auch wenn das portugiesische Regime keine explizite Apartheidspolitik wie Südafrikas Führung betrieb und eine historisch abgeleitete Ideologie der „plurirassialen Gesellschaft“ propagierte. So waren sie in Mosambik direkte Nachbarn, mit kulturellen und vor allem unverändert wichtigem wirtschaftlichen Einfluss Südafrikas (u. a. stellten schwarze mosambikanische Vertragsarbeiter für die Goldminen Südafrikas und weiße südafrikanische Touristen an den Stränden Mosambiks bedeutende Deviseneinnahmen für Portugal dar). Und in Angola mit dem von Südafrika verwalteten Namibia hatten sie ebenfalls direkten Kontakt. Als in Angola (1961) und Mosambik (1964) der Portugiesische Kolonialkrieg ausbrach, griff Südafrika zunächst nicht direkt ein, entlastete die portugiesischen Kräfte aber in vielerlei Hinsicht, auch zum eigenen Vorteil. In dem Zusammenhang wurde etwas später das ehrgeizige Projekt der Cahora-Bassa-Talsperre in Mosambik zum damals wohl bedeutendsten Berührungspunkt ihrer Beziehungen, daneben ist auch ihr 1969 vereinbartes gemeinsames Kunene-Projekt in Angola ist zu nennen, u. a.
Mit der linksgerichteten Nelkenrevolution 1974 und dem folgenden Ende der portugiesischen Kolonialpolitik erhielten auch die portugiesischen Besitzungen in der Nachbarschaft Südafrikas ihre Unabhängigkeit. Südafrika griff danach in die dort ausgebrochenen Bürgerkriege ein, in den angolanischen Bürgerkrieg direkt mit eigenen Truppen, in den mosambikanischen Bürgerkrieg vor allem über die Unterstützung der konservativen RENAMO, mit der auch verhindert werden sollte, dass Aktivisten des ANC sich nach Mosambik zurückziehen konnten. Die Beziehungen zu Portugal trübten sich daraufhin ein, zum einen wegen der unterschiedlichen Ausrichtung (ideologische Differenzen in Fragen wie Apartheid, Sympathien und ideologische Unterstützung für den ANC aus Teilen der nunmehr demokratisierten portugiesischen Gesellschaft), zum anderen durch die langsam wegfallenden direkten Berührungspunkte, jedoch ohne langfristig übermäßig schlecht zu werden. Parallel wuchs die portugiesische Diaspora in Südafrika nun durch Zuzug ehemaliger Siedler aus Angola und Mosambik deutlich weiter.
Nach dem Ende der Apartheidpolitik und den ersten allgemeinen freien Wahlen in Südafrika 1994 verbesserten sich ihre Beziehungen wieder deutlich. Unternehmen investierten gegenseitig und ein reger kultureller Austausch setzte ein. Im Jahr 2002 beschlossen Portugal und Südafrika in einem Memorandum of Understanding regelmäßige politische Beratungen, die seither die Beziehungen weiter verbesserten. 2022 fand die 7. Runde dieser politischen Konsultationen statt. Sie schlossen eine Vielzahl bilateraler Verträge und Kooperationsabkommen in Bereichen wie Einreise, Landwirtschaft, Bildung, Sprache, Kultur, Wissenschaft und Forschung, Verteidigung, Meereswirtschaft, Energie, Tourismus und Handel und Investitionen. Der Lehre der portugiesischen Sprache, eine der verfassungsrechtlich geschützten nicht-offiziellen Sprache in Südafrika, wurde dabei mehrfach größere Aufmerksamkeit gewidmet, angesichts ihrer steigenden Bedeutung im südlichen Afrika (u. a. zwei große portugiesischsprachige Länder mit wachsenden Volkswirtschaften in der regionalen Kooperation) und den wachsenden portugiesischsprachigen Minderheiten im Land (Einwanderer aus Mosambik und Angola, weiter lebendige portugiesische Diaspora).
Am 10. Juni 2023 kam der portugiesische Staatspräsident Marcelo Rebelo de Sousa zum Staatsbesuch nach Südafrika, anlässlich des Portugal-Tags, um zum einen ihrer guten und historischen Beziehungen zu gedenken, zum anderen auch der bedeutenden portugiesischen Diaspora im Land einen Besuch abzustatten und damit auch ihre Beziehung zu Portugal zu beleben.

## Diplomatie

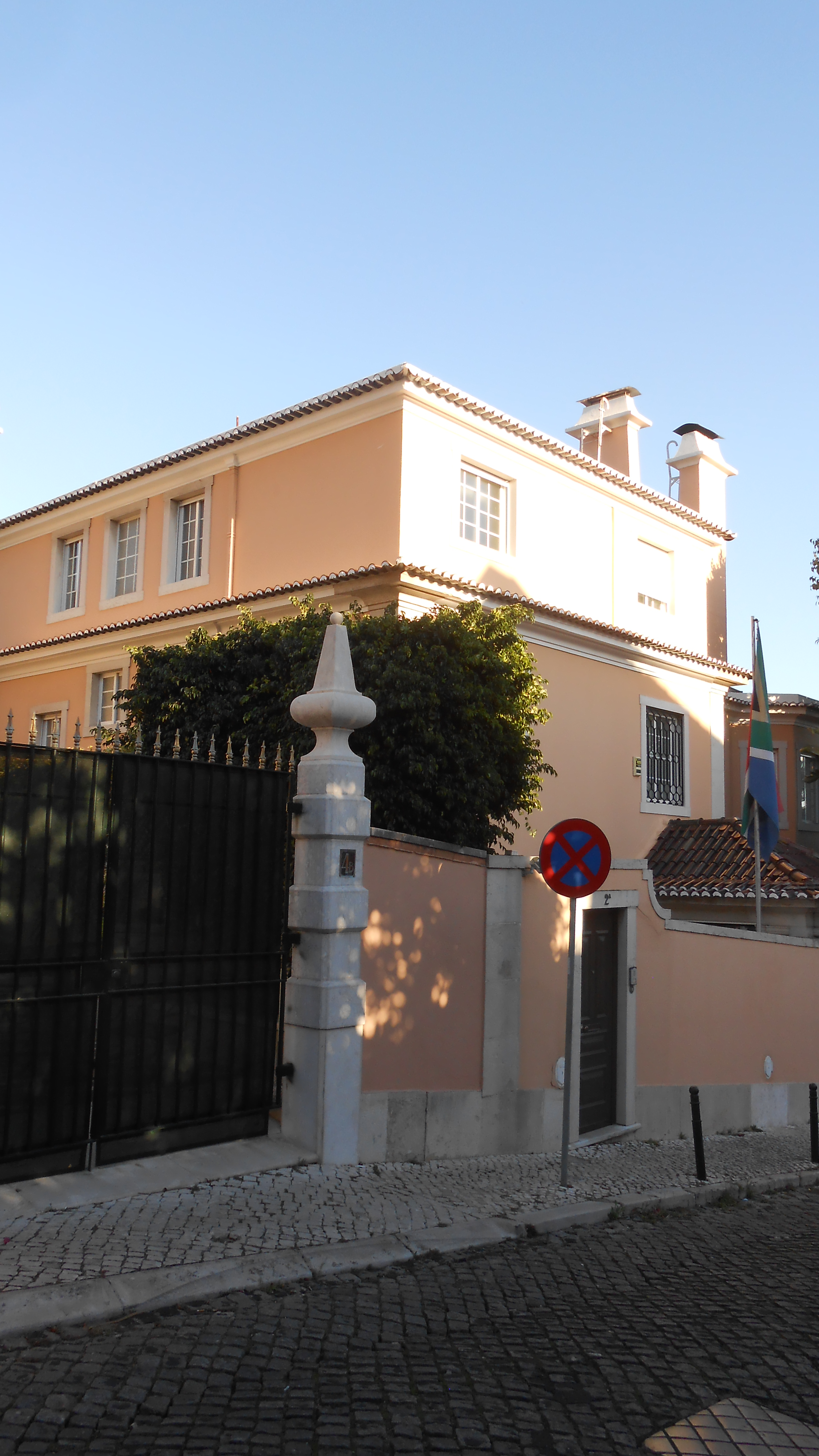
Die Residenz des südafrikanischen Botschafters in Lissabon.

Portugal  unterhält seine Botschaft in der südafrikanischen Hauptstadt Pretoria. Zudem unterhält Portugal Generalkonsulate in Johannesburg und Kapstadt und Honorarkonsulate in Durban, Port Elizabeth und Welkom.
Südafrika führt seine Vertretung in der portugiesischen Hauptstadt Lissabon. Dazu sind südafrikanische Honorarkonsulate in Porto und in Funchal auf der Insel Madeira eingerichtet.

## Städtepartnerschaften
1987 gingen Funchal, Hauptstadt der Insel Madeira, von der zahlreiche portugiesische Auswanderer in Südafrika stammen, und die südafrikanische Metropole Kapstadt die erste portugiesisch-südafrikanische Städtepartnerschaft ein, seither kamen zwei weitere dazu (Stand 2011).

## Migration

### Herkunft und Zahlen
Portugiesen in Südafrika

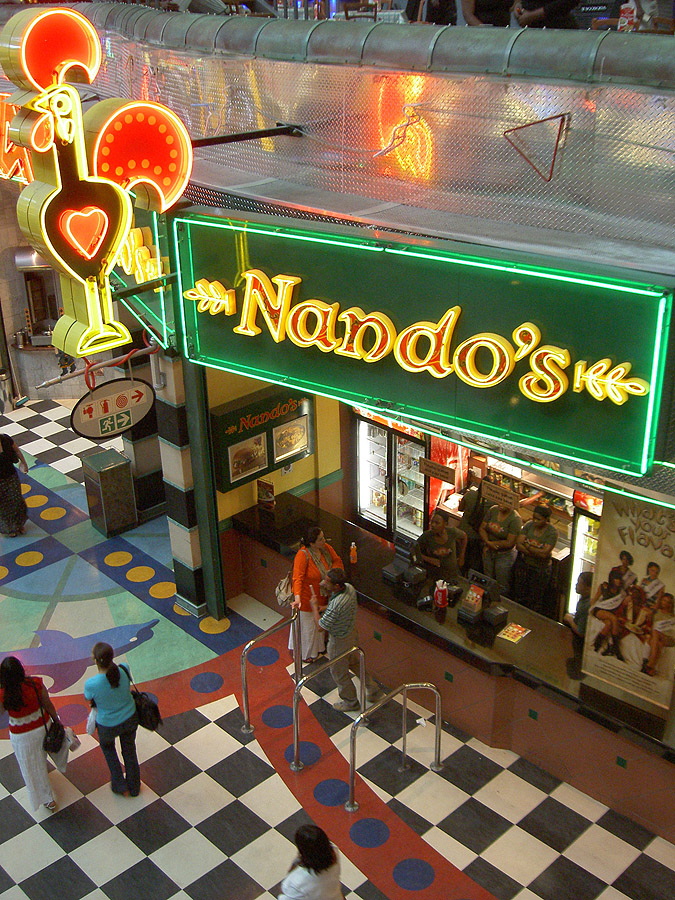
Nando's-Filiale im Canal Walk-Einkaufszentrum in Kapstadt: Die weltweit verbreitete Schnellrestaurantkette Nando’s bietet portugiesisch inspirierte Gerichte und wurde 1987 in der portugiesischen Gemeinde in Südafrika gegründet.

Südafrika ist ein traditionelles Ziel portugiesischer Auswanderung, insbesondere aus Madeira, aber auch anderen Teilen des Landes, so dass hier besonders viele portugiesische Afrikaner leben. Eine weitere Zunahme erlebte die portugiesische Diaspora in Südafrika nach der Unabhängigkeit der sogenannten portugiesischen Überseeprovinzen Angola und Mosambik 1975 und den danach dort ausgebrochenen Bürgerkriegen, als portugiesische Siedler von dort auch nach Südafrika übersiedelten, insbesondere in die dichter besiedelten und wirtschaftlich stärker entwickelten Gebieten in den damaligen Provinzen Transvaal (insbesondere die Großräume von Pretoria bis Johannesburg), Natal und Freistaat, u. a. Im Zuge der zeitweise negativen Entwicklung in Wirtschaft und innerer Sicherheit in Südafrika nimmt ihre Zahl aber langsam ab, zum einen durch Aus- und Rückwanderung, zum anderen integriert sich die Enkelgeneration häufig sehr stark und pflegt portugiesische Wurzeln in Teilen weniger.
Das südafrikanische Außenministerium gibt die Zahl der Portugiesen im Land heute mit etwa 200.000 und die Zahl der portugiesischstämmigen Südafrikaner mit etwa 500.000 an. In den portugiesischen Konsulaten in Südafrika waren 2022 genau 105.001 Portugiesen registriert, nach 121.358 noch 2014.
Südafrikaner in Portugal
Im Gegenzug waren 1.748 südafrikanische Staatsbürger im Jahr 2021 in Portugal registriert, davon die meisten in der Region Lissabon (759) und an der Algarve (300). Neben einem Teil Arbeitsmigranten besteht die südafrikanische Gemeinde zu einem guten Teil aus Pensionären und Auswanderern, die in Portugal eine größere innere Sicherheit und stabilere Lebensqualität als in ihrer Heimat suchen, teils auch familiären portugiesischen Wurzeln folgend.
Rücküberweisungen
Die Summe der Rücküberweisungen aus Südafrika nach Portugal beliefen sich im Jahr 2023 auf 34,69 Mio. Euro (2022: 33,48 Mio.; 2021: 31,77 Mio.; 2020: 34,65 Mio.; 2019: 49,6 Mio.; 2018: 42,0 Mio.; 2017: 27,03 Mio.; 2016: 9,98 Mio.; 2015: 8,57 Mio.; 2010: 6,71 Mio.; 2005: 5,54 Mio.; 2000: 14,19 Mio.). In der Gegenrichtung wurden 2023 aus Portugal nach Südafrika 1,82 Mio. Euro überwiesen (2022: 2,05 Mio.; 2021: 1,96 Mio.; 2020: 1,16 Mio.; 2019: 1,29 Mio.; 2018: 1,4 Mio.; 2017: 1,96 Mio.; 2016: 1,85 Mio.; 2015: 1,5 Mio.; 2010: 0,9 Mio.; 2005: 1,22 Mio.; 2000: 3,71 Mio.). Die Transfers werden nicht nur durch die schwankende Zahl der gegenseitigen Migranten und der jeweiligen wirtschaftlichen Rahmenbedingungen, sondern auch durch den Wechselkurs des Südafrikanischen Rands gegenüber des Euros beeinflusst.

### Portugiesisch-südafrikanische Persönlichkeiten

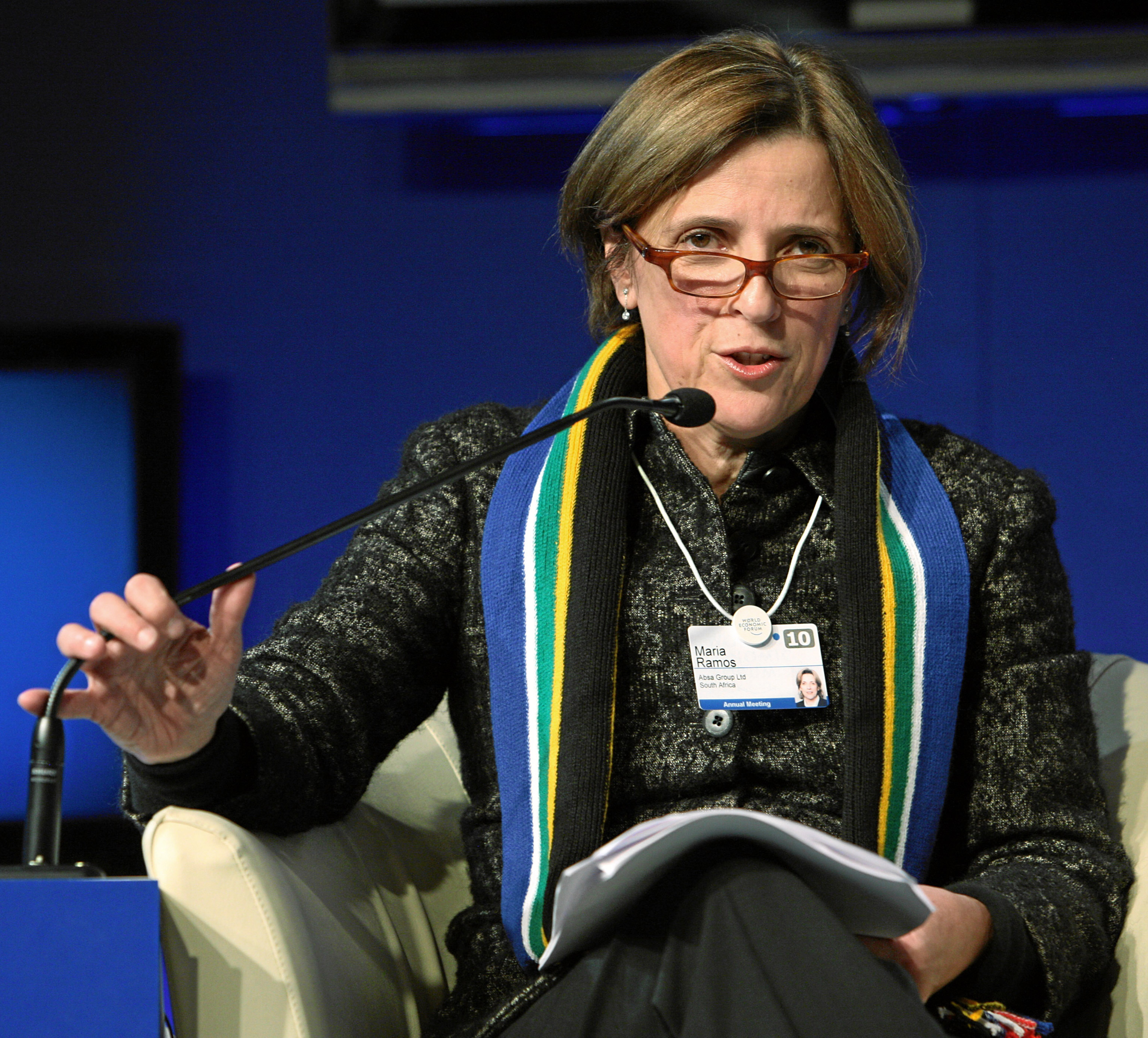
Maria Ramos auf dem Weltwirtschaftsforum in Davos 2010.

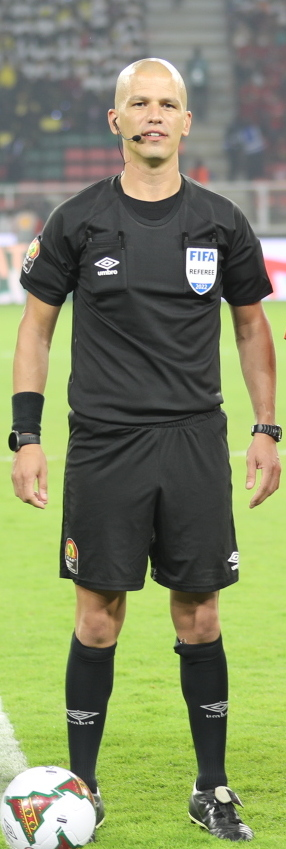
Victor Gomes (2021)

Einige bekannte Persönlichkeiten Südafrikas stammen aus der portugiesischen Gemeinde im Land oder aus Portugal selbst, und einige Personen aus Südafrika wurden in Portugal bekannt. Es folgt eine kleine Auswahl, chronologisch nach Geburtsjahr sortiert:
- Basil D’Oliveira (* 1931 in Kapstadt; † 2011 in Worcester), Cricketspieler
- Ivan D’Oliveira (* 1941 in Südafrika), Cricketspieler
- Sergio Dos Santos (* 1950 in Brasilien), Fußballspieler
- Maria Ramos (* 1959 in Lissabon), Managerin
- Damian D’Oliveira (* 1960 in Kapstadt,  † 2014 in Worcester), Cricketspieler
- Owen Da Gama (* 1961 in Volksrust), Fußballspieler und -trainer
- Roger De Sá (* 1964 in Lourenço Marques), Fußballspieler und -trainer
- Michael Araujo (* 1968 in Südafrika), Fußballspieler
- Tony De Nobrega (* 1969 in Kapstadt), Fußballtrainer
- Wayne Ferreira (* 1971 in Johannesburg), Tennisspieler
- Russell Domingo (* 1974 in Port Elizabeth), Crickettrainer
- Rui Augusto Jardim Gouveia (* 1975), Weihbischof
- Kátia Guerreiro (* 1976 in Vanderbijlpark), Fadosängerin
- Robby De Sá (* 1979 in Potchefstroom), Popmusiker und Produzent
- Sérgio Dos Santos (* 1981 in Johannesburg), Politiker
- Victor Gomes (* 1982 in Johannesburg), Fußballschiedsrichter
- Roger Da Costa (* 1986 in Johannesburg), Fußballspieler
- Daniel Cardoso (* 1988 in Johannesburg), Fußballspieler
- Amanda Du-Pont (* 1988 in Swaziland), Schauspielerin und Moderatorin
- Sebastian de Chaves (* 1990 in Johannesburg), Rugbyspieler
- Filipa Carmo da Silva (* 1995 in Johannesburg), Sängerin
- Gabriela Salgado (* 1998), Fußballspielerin
- Alex Binaris (* in Johannesburg), Model

## Wirtschaft

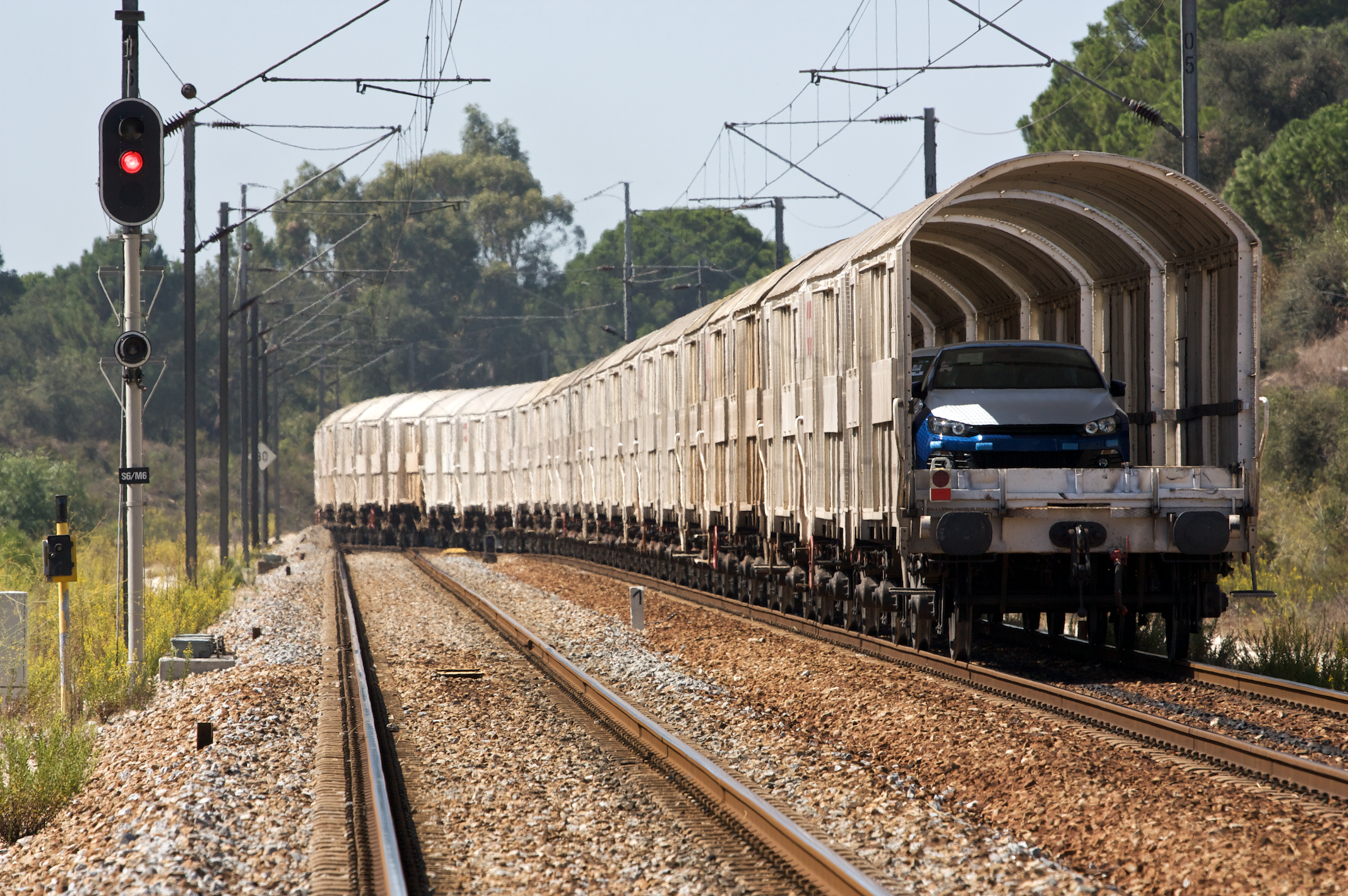
Transportzug aus der Autoeuropa-Fabrik: Fahrzeuge und Fahrzeugteile für die gegenseitige Automobilindustrie sind das wichtigste Einzelexportgut Portugals nach Südafrika, von wo als wichtigste Handelsgüter Zitrusfrüchte, Meeresfrüchte und Fisch kommen.

Im Jahr 2023 betrug das bilaterale Handelsvolumen zwischen Portugal und Südafrika 491 Mio. Euro., mit einem schon traditionellen Handelsbilanzüberschuss von gut 40 Mio. Euro zu Gunsten Südafrikas.
Portugal führte dabei Güter und Dienstleistungen im Wert von 265,8 Mio. Euro aus Südafrika ein (2022: 231,9 Mio.; 2021: 167,9 Mio.; 2020: 214,5 Mio.; 2019: 197,3 Mio.; 2018: 232,2 Mio.; 2017: 216,1 Mio.; 2016: 153,9 Mio.; 2015: 121,9 Mio.; 2010: 141,1 Mio.; 2005: 256,8 Mio.; 2000: 134,2 Mio.), davon 70,9 % landwirtschaftliche Erzeugnisse, 11,9 % Fahrzeuge und Fahrzeugteile, 10,3 % Kunststoffe und Gummi, 1,5 % Metalle, und 1,5 % Maschinen und Geräte.
Gleichzeitig importierte Südafrika aus Portugal Güter und Dienstleistungen in Höhe von 225,5 Mio. Euro (2022: 285,5 Mio.; 2021: 219,5 Mio.; 2020: 147,4 Mio.; 2019: 188,7 Mio.; 2018: 172,5 Mio.; 2017: 180,0 Mio.; 2016: 146,4 Mio.; 2015: 153,2 Mio.; 2010: 74,6 Mio.; 2005: 70,3 Mio.; 2000: 59,7 Mio.), davon 34,9 % Fahrzeuge und Fahrzeugteile, 24,3 % Maschinen und Geräte, 7,2 % Kunststoffe und Gummi, 5,9 % Erze und Minerale, und 4,8 % landwirtschaftliche Erzeugnisse.
Die portugiesische Außenhandelskammer AICEP ist mit einer Vertretung an der portugiesischen Botschaft in Pretoria vertreten. In Lissabon hat die portugiesisch-südafrikanische Auslandshandelskammer Câmara de Comércio e Indústria Luso Sul Africana ihren Sitz.

## Kultur

### Institutionen
Das portugiesische Kulturinstitut Instituto Camões ist in Südafrika u. a. mit Sprachzentren in Johannesburg, Durban, Kapstadt und Pretoria und mit zahlreichen Lektoraten an südafrikanischen Hochschulen und im Außenministerium Südafrikas vertreten.
Es bestehen viele portugiesisch-südafrikanische Freundschaftsgesellschaften und Kulturvereine, in Portugal zu nennen insbesondere die Associação Luso Sul Africana de Portugal (ALSAP), während es in Südafrika zahlreiche, oft von Portugiesen dort gegründete Vereine und Gesellschaften gibt, bis hin zu so besonderen Initiativen wie der Academia do Bacalhau, ein 1968 in Johannesburg von Portugiesen und portugiesischstämmigen Freunden der portugiesischen Kabeljauvariante Bacalhau  gegründeter, inzwischen international verbreiteter Verein.
Im portugiesischen Parlament ist mit dem Grupo Parlamentar de Amizade Portugal-África do Sul eine parteiübergreifende portugiesisch-südafrikanische Parlamentariergruppe anerkannt und förderberechtigt.

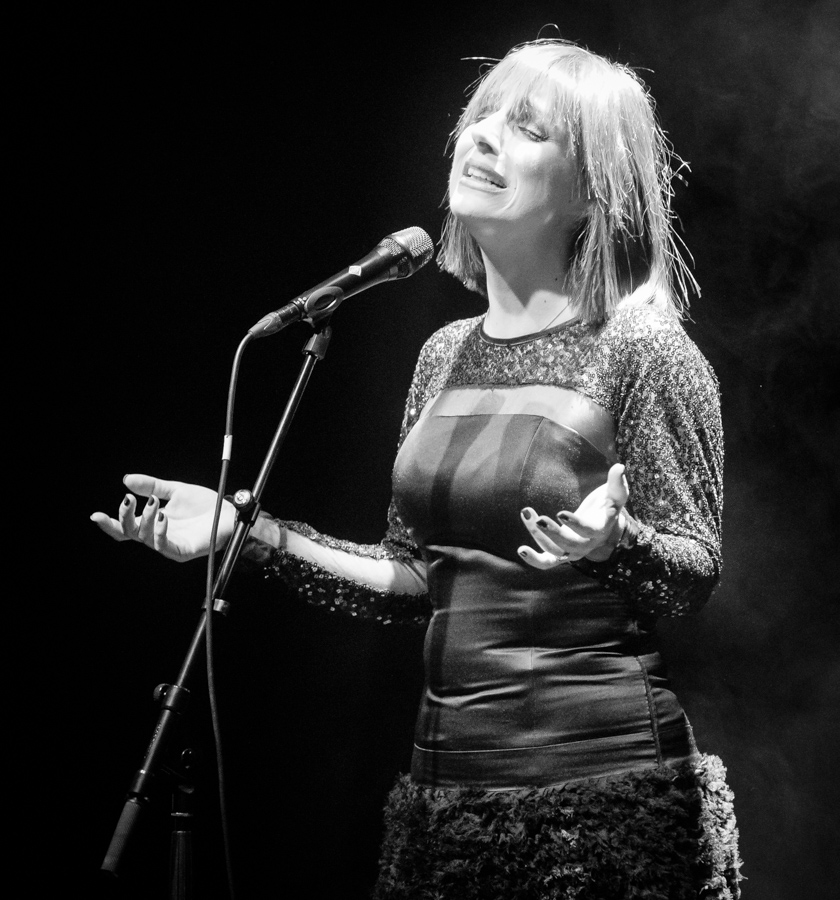
Die portugiesische Fadosängerin Kátia Guerreiro wurde in Südafrika geboren.

### Musik
Die portugiesische Fadosängerin Kátia Guerreiro wurde 1976 im südafrikanischen Vanderbijlpark geboren.
Beim wichtigsten Weltmusikfestival Portugals, dem FMM Festival das Musicas do Mundo, treten Musiker aus Südafrika häufig auf.

### Bildende Künste
Die portugiesisch-südafrikanische Künstlerin Ângela Ferreira wurde in der damaligen portugiesischen Überseeprovinz Mosambik geboren, wuchs in Südafrika auf, studierte in Südafrika und Portugal, und lebt und arbeitet seit 2003 in Portugal.

### Film
Filme beider Länder treten regelmäßig auf Filmfestivals im jeweils anderen Land an. So gewann 2012 beim wichtigsten portugiesischen Kurzfilmfestival, den Curtas Vila do Conde, die südafrikanische Rap-Gruppe Die Antwoord für ihr Videoclip des Stücks I Fink U Freeky den Preis des besten Musikvideos.

## Sport

### Fußball
Männer

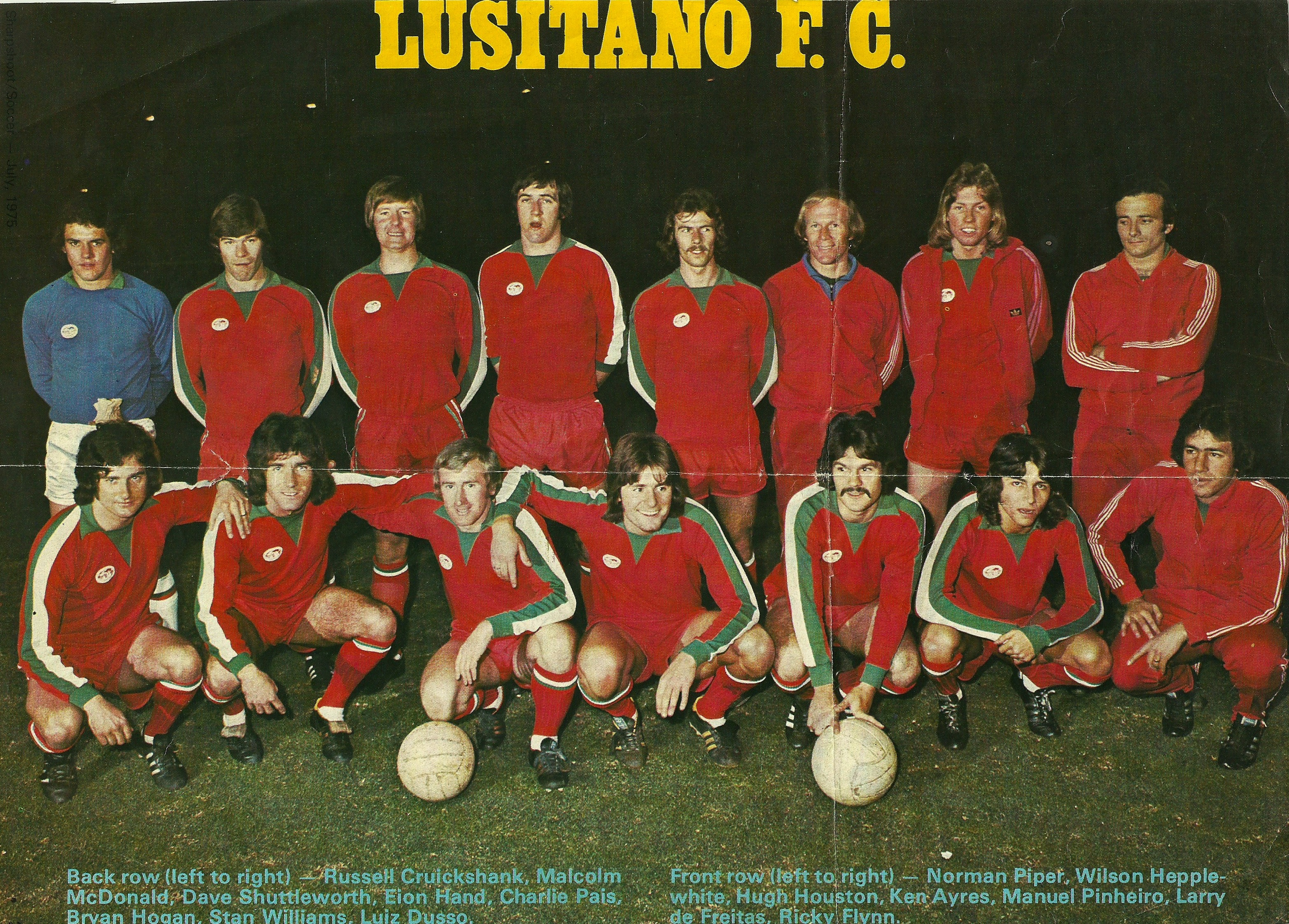
Der Lusitano FC aus Johannesburg: eine Reihe Fußballvereine Südafrikas entstanden aus der portugiesischen Gemeinde des Landes.

Die Portugiesische Fußballnationalmannschaft und die Südafrikanische Nationalelf trafen bislang zweimal aufeinander (Stand Februar 2023), erstmals am 22. November 1953. Das Freundschaftsspiel in Lissabon endete 3:1 für die Portugiesen. Auch das zweite Spiel, ein Freundschaftsspiel am 31. März 2009 im schweizerischen Lausanne, ging mit 2:0 zu Gunsten Portugals aus.
Der Portugiese Carlos Queiroz war Nationaltrainer Südafrikas von 2000 bis 2002.
Der frühere portugiesische Nationalspieler Dimas Teixeira wurde in Südafrika geboren, während der südafrikanische Spieler und spätere Trainer u. a. der Topklubs Orlando Pirates und Kaizer Chiefs 1993 in Portugal geboren und in Südafrika aufgewachsen ist.
Südafrikanische Nationalspieler wie Roger De Sá, Lorenzo Gordinho, Owen da Gama, Michael Araujo, Roger Da Costa, Daniel Cardoso, oder auch der südafrikanische Schiedsrichter Victor Gomes sind portugiesischstämmig.

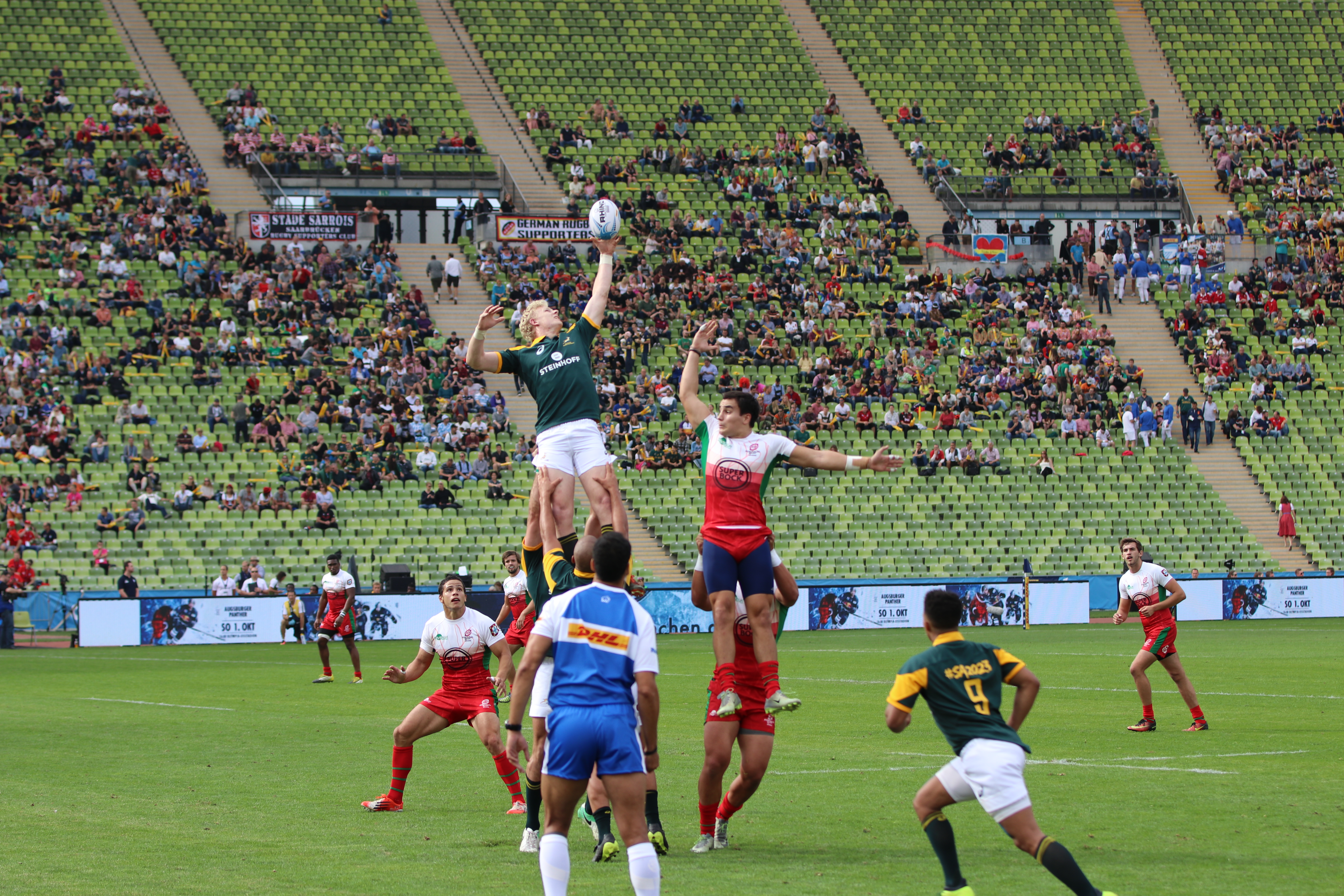
Südafrika gegen Portugal im Siebener-Rugby beim Oktoberfest 7s in München 2017: auch im Rugby, das in Südafrika ungleich populärer als in Portugal ist, trafen beide Länder schon mehrfach aufeinander.

Gelegentlich spielen südafrikanische Nationalspieler auch in Portugal. Lyle Foster etwa spielte 2020/21 bei Vitória Guimarães, wo zuvor schon Bongani Zungu gespielt hatte (2016/17). Benni McCarthy trug von 2002 bis 2006 das Trikot des FC Porto, und Eric Tinkler spielte von 1990 bis 1992 bei União de Tomar und wechselte dann zu Vitória Setúbal, wo er bis 1996 spielte.
Auch portugiesische Fußballer spielen gelegentlich in Südafrika, darunter Nationalspieler Luís Boa Morte, der 2012 für den Topklub Orlando Pirates auflief.
Frauen
Die portugiesische und die südafrikanische Fußballnationalmannschaft der Frauen trafen bislang noch nicht aufeinander (Stand Februar 2023).
Beim Algarve-Cup waren die Südafrikanerinnen bislang noch nicht vertreten (Stand Februar 2023).
Gelegentlich spielen südafrikanische Nationalspielerinnen auch in Portugal. Thembi Kgatlana etwa spielte 2020 für Benfica Lissabon, Nationalspielerin Jermaine Seoposenwe lief von 2020 bis 2022 für Sporting Braga auf, und Leandra Smeda war von 2020 bis 2021 beim FC Famalicão unter Vertrag.

### Andere
Die portugiesische Leichtathletin Rosalina Santos ist in Südafrika als Tochter eines von der Insel Madeira stammenden Portugiesen und einer Südafrikanerin geboren.
Einige Spieler des in Südafrika populären, in Portugal aber kaum praktizierten Crickets entstammen der portugiesischen Gemeinde in Südafrika, darunter die Cricketdynastie Basil, Ivan, Brett und Damian D’Oliveira, oder auch der Crickettrainer Russell Domingo.